# Ondřej Profant
Ondřej Profant (* 2. května 1988 Praha) je český informatik, specialista na svobodný software a politik, od června do října 2009 místopředseda Pirátů, v letech 2017 až 2021 poslanec Poslanecké sněmovny PČR za tuto stranu, v letech 2014 až 2017 zastupitel hlavního města Prahy. Od ledna do srpna 2022 byl náměstkem ministra pro místní rozvoj ČR, od března 2023 do října 2024 byl pak náměstkem ministra pro legislativu.

## Život
Je synem archeoložky Nadi Profantové. Vystudoval všeobecné gymnázium. Dále studoval obor obecná informatika na Matematicko-fyzikální fakultě Univerzity Karlovy v Praze, ale školu nedokončil. V průběhu studia se však blíže seznámil s principy open source softwaru, což ho přivedlo ke svobodné kultuře obecně. Je živnostníkem se specializací na DTP (sazba knih ve svobodném systému LaTeX), programování a skriptování.
Ondřej Profant žije v Praze, konkrétně v městské části Praha 8. Mezi jeho záliby patří četba (satirická fantasy literatura), šifrovací hry a jízda na kole. Je členem výboru spolku Otevřená města, kde se stará například o přípravu open source aplikace Cityvizor, která je nástupcem oceněné aplikace Supervizor. Obecně se angažuje ve svobodné kultuře, a to v komunitách okolo Linuxu či svobodných filmů.

## Politické působení
V roce 2009 byl členem přípravného výboru České pirátské strany, takže je členem od samého počátku. Předsedal krajskému sdružení v Praze, od června do října 2009 zastával pozici místopředsedy Pirátů.
V rámci struktury Pirátské strany působil v republikovém předsednictvu, republikovém výboru, předsednictvu krajského sdružení Praha nebo na pozici vedoucího technického odboru. Zapojil se do řady akcí a kampaní pořádaných Piráty jako jsou Festival svobodných filmů, kampaň Hrajeme svobodnou hudbu a veřejné hudební produkce VyOsení, kampaň proti mezinárodním dohodám ACTA a TTIP nebo série přednášek o počítačové bezpečnosti CryptoParty.
V komunálních volbách v roce 2010 kandidoval za Piráty do Zastupitelstva hlavního města Prahy a jako nominant Zelených na kandidátce "SZ s podporou SNK ED" do Zastupitelstva městské části Praha 7, ale ani v jednom případě neuspěl. Do Zastupitelstva městské části Praha 7 se jako nominant Pirátů na kandidátce "Koalice PRO 7" (tj. SZ, Piráti, SNK ED a nezávislí) nedostal ani v roce 2014. Ve volbách v roce 2014 byl však zvolen zastupitelem hlavního města Prahy. V pražském zastupitelstvu se zabýval informatikou, dále též majetkem, dopravou a bezpečností. Z pozice člena Komise Rady hl. m. Prahy pro ICT (informační a komunikační technologie) prosadil větší využívání otevřených řešení a otevřených dat, která Praha nyní poskytuje veřejně ve vysoké kvalitě. Vedle toho upozornil na předraženou zakázku na svoz odpadu, vystupoval proti zbourání libeňského mostu a apeloval na vedení města, aby odkoupilo sídliště Písnice, které se jeho vlastník (ČEZ) rozhodl prodat developerům. V roce 2015 stál za založením spolku Otevřená města a aplikací Cityvizor, která občanům poskytuje přehled o hospodaření obce. Na konci roku 2017 na zastupitelský mandát rezignoval, jelikož se na podzim téhož roku stal poslancem a nechtěl tak kumulovat funkce. V komunálních volbách v roce 2018 kandidoval do zastupitelstva městské části Praha 8 na posledním místě, nebyl zvolen. V roce 2022 kandidoval z 10. místa, taktéž nebyl zvolen.
Ve volbách do Poslanecké sněmovny PČR v letech 2010 a 2013 kandidoval za Piráty v Praze, ale ani jednou neuspěl. Podařilo se mu to až ve volbách v roce 2017, když byl za Piráty zvolen poslancem v Praze ze třetího místa kandidátky. Ve Sněmovně by v letech 2017–2021 členem Výboru pro veřejnou správu, kde se nadále věnuje tématu informačních technologií a digitalizace veřejné správy. Jakožto poslanec stál například za návrhem zákona o bankovní identitě, který umožňuje komunikaci s úřady prostřednictvím údajů z elektronického bankovnictví, nebo za zákonem o právu na digitální služby, který občanům garantuje možnost komunikovat se státními úřady elektronicky.  Jednou z jeho priorit ve funkci poslance bylo prosazení legislativy, která umožní založit firmu za jeden den online. Již před sněmovními volbami v roce 2017 představili Piráti aplikaci, která umožnila založit firmu za zlomek nákladů i času, než je v nyní v ČR standardní. V únoru 2020 upozornil na předražený projekt Czechiana, kulturní portál Ministerstva kultury s plánovaným rozpočtem 450 milionů korun.
Ve volbách do Poslanecké sněmovny PČR v roce 2021 kandidoval jako člen Pirátů na 4. místě kandidátky koalice Piráti a Starostové v Praze, ale nebyl zvolen. Mandát poslance se mu tak nepodařilo obhájit. V lednu 2022 se stal politickým náměstkem ministra pro místní rozvoj ČR Ivana Bartoše. Funkci opustil na konci srpna 2022. V březnu 2023 se stal politickým náměstkem ministra pro legislativu Michala Šalamouna.